# 内战的预感
《内战的预感》（西班牙語：Premonición de la Guerra Civil），也叫《豆角和菜豆》（Construcción blanda con judías hervidas），是西班牙超现实主义画家萨尔瓦多·达利1936年完成的一幅超现实主义画作。

## 描述
这幅作品是达利艺术生涯中最激进的一幅。它展现了创作同年爆发的西班牙内战所引发的恐惧。实际上，达利在内战爆发六个月前就完成了画作，但直到内战爆发，它都未曾被冠以《内战的预感》这个名称。即使如此，达利仿佛已经知道一场战争已经迫在眉睫，于是创作了一个支离破碎的怪物，肢体间相互掐打。
画中形象由一条大腿和从肢干上生出的另一条腿组成。这两个肢体部分企图互相撕扯。这个支离破碎的肢体下面，有一只脚，其中一个脚趾巨大无比。上面有一个带着笑容的头部，仰望上空，仿佛被阳光刺瞎了。这个头部让人想起戈雅的作品《农神吞噬其子》，同样带有黑暗和恐怖色彩。因此达利将这幅画定义为战争画作，因为除了上述因素，农神也是战争之神。
画面中间有一个屏幕，此外，左侧有一个人，这个人像来自于达利的另一幅作品，《一无所求的安普拉丹药剂师》。画面背景是充满岩石的风景，半沙漠化，山峦起伏。天空的样子很奇异，有着一些淡绿色和深蓝色的云朵。这个场景描绘的是安普拉丹，加达格斯大区，费格拉斯，里加特港，都是达利熟悉的地方。

## 詮譯
- Porcu, Constantino (2005). Los Grandes Genios del Arte Contemporáneo - El siglo XX - Dalí. Unidad Editorial S.A.. ISBN 84-96507-83-1.